# Paolo Lorenzi
Pour les articles homonymes, voir Lorenzi.
Paolo Lorenzi, né le 15 décembre 1981 à Rome, est un joueur de tennis italien, professionnel entre 2003 et 2021.

## Biographie
Paolo Lorenzi est marié depuis 2016 à Elisa Braccini. Il réside à Sarasota en Floride.

## Carrière
Paolo Lorenzi est venu au tennis sur le tard, passant professionnel à seulement 21 ans. En 2009, il dispute six finales en Challenger et en remporte trois, ce qui lui permet de faire son entrée dans le top 100. Entre 2010 et 2014, il échoue à 13 reprises au premier tour dans les tournois du Grand Chelem. Sa quatorzième tentative à l'US Open 2014 fut la bonne, son adversaire ayant abandonné. Il obtient pour principaux résultats une victoire sur Alexandr Dolgopolov à l'Open d'Australie 2015, sur Gilles Simon à l'US Open 2016, sur Gilles Muller à l'US Open 2017 et sur Kyle Edmund, 16e mondial à l'US Open 2018.
En juillet 2016, il remporte la première finale de sa carrière sur le circuit ATP au tournoi de Kitzbühel, battant en finale le Géorgien Nikoloz Basilashvili. Il devient ainsi, à 34 ans et 7 mois, le joueur le plus âgé ayant remporté son premier titre sur le circuit ATP. En 2017, il atteint son premier huitième de finale en Grand Chelem à l'US Open.
Il a remporté 21 tournois Challenger en simple : Tarragone en 2006, Alessandria en 2008, Reggio d'Émilie, Rijeka et Ljubljana en 2009, Rimini en 2010, Pereira et Ljubljana en 2011, Cordenons et Medellín en 2012, San Luis Potosí et Cali en 2014, Eskişehir, Cortina d'Ampezzo, Pereira et Medellín en 2015, Canberra et Caltanissetta en 2016, Caltanissetta en 2017 et Sopot et Cordenons en 2018. Il est le 3e joueur le plus titré du circuit Challenger, le second à avoir disputé le plus de finales (40) et le second en termes de matchs gagnés (421). Il détient également sept titres en double.
Paolo Lorenzi a été sélectionné à 13 reprises en équipe d'Italie de Coupe Davis entre 2010 et 2018 le plus souvent en compagnie du trio Fabio Fognini, Andreas Seppi et Simone Bolelli.
Depuis 2024 il est le directeur du tournoi de Rome;

## Palmarès

### Titre en simple messieurs
| No | Date       | Nom et lieu du tournoi   | Catégorie | Dotation  | Surface      | Finaliste            | Score    |          |
| -- | ---------- | ------------------------ | --------- | --------- | ------------ | -------------------- | -------- | -------- |
| 1  | 18-07-2016 | Generali Open, Kitzbühel | ATP 250   | 463 520 € | Terre (ext.) | Nikoloz Basilashvili | 6-3, 6-4 | Parcours |

### Finales en simple messieurs
| No | Date       | Nom et lieu du tournoi          | Catégorie | Dotation  | Surface      | Vainqueur              | Score           |          |
| -- | ---------- | ------------------------------- | --------- | --------- | ------------ | ---------------------- | --------------- | -------- |
| 1  | 24-02-2014 | Brasil Open, São Paulo          | ATP 250   | 474 005 $ | Terre (int.) | Federico Delbonis      | 4-6, 6-3, 6-4   | Parcours |
| 2  | 06-02-2017 | Ecuador Open, Quito             | ATP 250   | 482 060 $ | Terre (ext.) | Víctor Estrella Burgos | 62-7, 7-5, 7-66 | Parcours |
| 3  | 17-07-2017 | Plava Laguna Croatia Open, Umag | ATP 250   | 482 060 € | Terre (ext.) | Andrey Rublev          | 6-4, 6-2        | Parcours |

### Titre en double messieurs
| No | Date       | Nom et lieu du tournoi             | Catégorie | Dotation  | Surface      | Partenaire     | Finalistes               | Score    |          |
| -- | ---------- | ---------------------------------- | --------- | --------- | ------------ | -------------- | ------------------------ | -------- | -------- |
| 1  | 04-02-2013 | VTR Open by Cachantun Viña del Mar | ATP 250   | 410 200 $ | Terre (ext.) | Potito Starace | Juan Mónaco Rafael Nadal | 6-2, 6-4 | Parcours |

### Finales en double messieurs
| No | Date       | Nom et lieu du tournoi      | Catégorie | Dotation  | Surface      | Vainqueurs                        | Partenaire        | Score    |          |
| -- | ---------- | --------------------------- | --------- | --------- | ------------ | --------------------------------- | ----------------- | -------- | -------- |
| 1  | 09-02-2015 | Brasil Open São Paulo       | ATP 250   | 444 650 $ | Terre (int.) | Juan Sebastián Cabal Robert Farah | Diego Schwartzman | 6-4, 6-2 | Parcours |
| 2  | 08-02-2016 | Argentina Open Buenos Aires | ATP 250   | 523 470 $ | Terre (ext.) | Juan Sebastián Cabal Robert Farah | Íñigo Cervantes   | 6-3, 6-0 | Parcours |

## Parcours dans les tournois duGrand Chelem

### En simple
| Année | Open d'Australie | Open d'Australie | Internationaux de France | Internationaux de France | Wimbledon       | Wimbledon       | US Open         | US Open           |
| ----- | ---------------- | ---------------- | ------------------------ | ------------------------ | --------------- | --------------- | --------------- | ----------------- |
| 2010  | 1er tour (1/64)  | Márcos Baghdatís | 1er tour (1/64)          | Andreas Beck             | 1er tour (1/64) | Albert Montañés | —               | —                 |
| 2011  | —                | —                | —                        | —                        | —               | —               | —               | —                 |
| 2012  | 1er tour (1/64)  | Novak Djokovic   | 1er tour (1/64)          | Nicolás Almagro          | 1er tour (1/64) | Nicolas Mahut   | 1er tour (1/64) | Novak Djokovic    |
| 2013  | 1er tour (1/64)  | Kevin Anderson   | 1er tour (1/64)          | Tobias Kamke             | 1er tour (1/64) | K. de Schepper  | 1er tour (1/64) | Tomáš Berdych     |
| 2014  | —                | —                | 1er tour (1/64)          | R. Bautista-Agut         | 1er tour (1/64) | Roger Federer   | 2e tour (1/32)  | Richard Gasquet   |
| 2015  | 2e tour (1/32)   | Vasek Pospisil   | 1er tour (1/64)          | Gilles Müller            | 1er tour (1/64) | Jiří Veselý     | 1er tour (1/64) | Jiří Veselý       |
| 2016  | 1er tour (1/64)  | Grigor Dimitrov  | 1er tour (1/64)          | Carlos Berlocq           | 1er tour (1/64) | Lukáš Lacko     | 3e tour (1/16)  | Andy Murray       |
| 2017  | 2e tour (1/32)   | Viktor Troicki   | 2e tour (1/32)           | John Isner               | 2e tour (1/32)  | Jared Donaldson | 1/8 de finale   | Kevin Anderson    |
| 2018  | 1er tour (1/64)  | Damir Džumhur    | 1er tour (1/64)          | Kevin Anderson           | 2e tour (1/32)  | Gaël Monfils    | 2e tour (1/32)  | Guido Pella       |
| 2019  | —                | —                | —                        | —                        | 1er tour (1/64) | Daniil Medvedev | 3e tour (1/16)  | S. Wawrinka       |
| 2020  | —                | —                | —                        | —                        | Annulé          | Annulé          | 1er tour (1/64) | Brandon Nakashima |

N.B. : à droite du résultat se trouve le nom de l'ultime adversaire.

### En double
| Année | Open d'Australie                                                                     | Open d'Australie                                                                      | Internationaux de France                                                                 | Internationaux de France                                                                | Wimbledon                                                                             | Wimbledon | US Open | US Open |
| ----- | ------------------------------------------------------------------------------------ | ------------------------------------------------------------------------------------- | ---------------------------------------------------------------------------------------- | --------------------------------------------------------------------------------------- | ------------------------------------------------------------------------------------- | --------- | ------- | ------- |
| 2010  | 1er tour (1/32) C. Rochus \|\| style="text-align:left;" \| K. Hensel Greg Jones      | 2e tour (1/16) A. Golubev \|\| style="text-align:left;" \| T. Ascione Recouderc       | —                                                                                        | —                                                                                       | —                                                                                     | —         |         |         |
| 2011  | —                                                                                    | —                                                                                     | —                                                                                        | —                                                                                       | 1er tour (1/32) F. Cipolla \|\| style="text-align:left;" \| G. Dimitrov D. Toursounov | —         | —       |         |
| 2012  | —                                                                                    | —                                                                                     | 1er tour (1/32) L. Lacko \|\| style="text-align:left;" \| J. I. Chela E. Schwank         | 1er tour (1/32) B. Paire \|\| style="text-align:left;" \| J. Cerretani Roger-Vasselin   | —                                                                                     | —         |         |         |
| 2013  | 2e tour (1/16) P. Starace \|\| style="text-align:left;" \| M. Granollers Marc López  | 2e tour (1/16) P. Starace \|\| style="text-align:left;" \| T. Bednarek J. Janowicz    | 1er tour (1/32) B. Paire \|\| style="text-align:left;" \| S. González Scott Lipsky       | 1er tour (1/32) A. Seppi \|\| style="text-align:left;" \| D. Bracciali L. Dlouhý        |                                                                                       |           |         |         |
| 2014  | —                                                                                    | —                                                                                     | —                                                                                        | —                                                                                       | 1er tour (1/32) A. Seppi \|\| style="text-align:left;" \| D. Nestor N. Zimonjić       | —         | —       |         |
| 2015  | 1er tour (1/32) A. Seppi \|\| style="text-align:left;" \| Eric Butorac Sam Groth     | —                                                                                     | —                                                                                        | —                                                                                       | —                                                                                     | —         | —       |         |
| 2016  | 1er tour (1/32) Guido Pella \|\| style="text-align:left;" \| Be. Becker D. Thiem     | 1er tour (1/32) Í. Cervantes \|\| style="text-align:left;" \| D. Nestor A. Qureshi    | 1er tour (1/32) Í. Cervantes \|\| style="text-align:left;" \| Bob Bryan Mike Bryan       | 1er tour (1/32) Í. Cervantes \|\| style="text-align:left;" \| Lu Yen-hsun J. Tipsarević |                                                                                       |           |         |         |
| 2017  | 1er tour (1/32) A. Bury \|\| style="text-align:left;" \| R. Klaasen Rajeev Ram       | 1/4 de finale R. Dutra Silva \|\| style="text-align:left;" \| F. Verdasco N. Zimonjić | 1er tour (1/32) A. Mannarino \|\| style="text-align:left;" \| Scott Clayton Jonny O'Mara | 2e tour (1/16) R. Dutra Silva \|\| style="text-align:left;" \| N. Monroe J.-P. Smith    |                                                                                       |           |         |         |
| 2018  | 1er tour (1/32) M. Zverev \|\| style="text-align:left;" \| Łukasz Kubot Marcelo Melo | 1er tour (1/32) M. Zverev \|\| style="text-align:left;" \| M. González Nicolás Jarry  | 1er tour (1/32) Albert Ramos \|\| style="text-align:left;" \| Jamie Murray Bruno Soares  | —                                                                                       | —                                                                                     |           |         |         |

N.B. : le nom du partenaire se trouve sous le résultat ; le nom des ultimes adversaires se trouve à droite.

## Parcours dans lesMasters 1000
| Année | Indian Wells        | Miami                 | Monte-Carlo            | Madrid               | Rome                  | Canada             | Cincinnati          | Shanghai            | Paris               |
| ----- | ------------------- | --------------------- | ---------------------- | -------------------- | --------------------- | ------------------ | ------------------- | ------------------- | ------------------- |
| 2010  | 1er tour M. Russell | 1er tour J. I. Chela  | —                      | —                    | 2e tour R. Söderling  | —                  | —                   | —                   | —                   |
| 2011  | —                   | 2e tour R. Gasquet    | —                      | —                    | 2e tour R. Nadal      | —                  | —                   | —                   | —                   |
| 2012  | 1er tour R. Ginepri | —                     | —                      | —                    | 2e tour R. Gasquet    | —                  | —                   | —                   | —                   |
| 2013  | 2e tour G. Simon    | 1er tour N. Davydenko | —                      | —                    | 1er tour K. Nishikori | —                  | —                   | 1er tour F. Fognini | —                   |
| 2014  | 2e tour Marin Čilić | —                     | —                      | —                    | 1er tour Pere Riba    | —                  | —                   | —                   | —                   |
| 2015  | —                   | 1er tour M. Kližan    | —                      | —                    | 1er tour P. Cuevas    | —                  | —                   | —                   | —                   |
| 2016  | —                   | —                     | 2e tour G. Monfils     | —                    | 1er tour R. Bautista  | —                  | —                   | 2e tour M. Raonic   | 2e tour P. Cuevas   |
| 2017  | 2e tour S. Wawrinka | 2e tour A. Mannarino  | 2e tour L. Pouille     | —                    | —                     | 2e tour N. Kyrgios | 1er tour P. Carreño | 1er tour A. Bedene  | 1er tour João Sousa |
| 2018  | —                   | —                     | 1er tour P.-H. Herbert | 1er tour F. Verdasco | —                     | —                  | —                   | —                   | —                   |
| 2021  | —                   | 1er tour E. Escobedo  | —                      | —                    | —                     | —                  | —                   | —                   | —                   |

N.B. : sous le résultat se trouve le nom de l’ultime adversaire.

## Classements ATP en fin de saison
| Année          | 2000 | 2001 | 2002 | 2003 | 2004 | 2005 | 2006 | 2007 | 2008 | 2009 | 2010 | 2011 | 2012 | 2013 | 2014 | 2015 | 2016 | 2017 | 2018 | 2019 | 2020 |
| Rang en simple | 908  | 815  | 392  | 253  | 312  | 264  | 165  | 287  | 207  | 84   | 143  | 108  | 63   | 112  | 64   | 68   | 40   | 43   | 109  | 120  | 144  |
| Rang en double | 1474 | 1413 | 1299 | 746  | 395  | 682  | 454  | 374  | 261  | 359  | 290  | 175  | 584  | 98   | 428  | 171  | 180  | 85   | 520  | 238  | 235  |

Source : (en) Classements de Paolo Lorenzi sur le site officiel de la Fédération internationale de tennis